# 花庄站 (北京市)
花庄站是一个位于中国北京市通州区文景街道（行政区划调整前为梨园镇与张家湾镇交界）花庄村大高力庄路，属于北京地铁八通线和7号线的地铁换乘站。花庄站預計可轉乘城際鐵路聯絡線。 本站是继北土城站、三元桥站、郭公庄站、白石桥南站、慈寿寺站、阎村东站之后，成为北京地铁第七座啟用后即為換乘站的車站之一。

## 命名
車站位于通州区文景街道花庄村，张采路与东六环路交叉口西南侧，沿大高力庄路下方南北向设置。因花庄村得名。花庄村则因花姓定居而得名，最初称“花家村”。

## 车站结构
本站共有两层，地面为车站站厅，附近为张家湾车辆段；地下一层为车站站台层，采用双岛式站台设计，其中西侧为7号线站台，东侧为八通线站台，乘客换乘时需上行至站厅，再下行至另一条线路的站台。
| 地面层          | 出入口                         | A-D出入口                        |
| 地下一层 站厅层 | 大堂                           | 客务中心、自动售票机、进出站闸机 |
| 地下二层 站台层 |                                | █ 八通线往古城（1号线）（土桥）  |
| 地下二层 站台层 | 岛式站台，左側開門             |                                  |
| 地下二层 站台层 | █ 八通线往环球度假区（終點站） |                                  |
| 地下二层 站台层 | █ 7号线往北京西站（高楼金）    |                                  |
| 地下二层 站台层 | 岛式站台，左側開門             |                                  |
| 地下二层 站台层 | █ 7号线往环球度假区（終點站）  |                                  |

## 出入口
花庄站设有A、B、C、D四个出入口，但A口直梯截至2024年9月仍未投入使用。
|                       |                                            |                  |      |                |
|                       |                                            |                  |      |                |
| 编号                  | 指示                                       | 建议前往的目的地 | 图片 | 无障碍设施图片 |
| 连通 7号线 八通线站厅 |                                            |                  |      |                |
| 出口 · A · 升降机标志 | 大高力庄路西侧                             | 张家湾车辆段     |      |                |
| 出口 · B              | 东六环、大高力庄路东侧、张采路             |                  |      | 不適用         |
| 出口 · C · 升降机标志 | 东六环、大高力庄路东侧、太玉园北路、张采路 |                  |      |                |
| 出口 · D              | 大高力庄路西侧                             | 张家湾车辆段     |      | 不適用         |
| 註： 設有             |                                            |                  |      |                |

## 历史
本站工程名为施园站。2019年5月，北京市规划和自然资源委员会提出7号线东延车站命名预案，拟将本站定名为花庄站。2019年11月20日，本站正式定名为花庄站。
2021年8月26日，因环球度假区站启用，本站降为中途站。